# San José de los Portillo
San José de los Portillo är en ort i Mexiko.   Den ligger i kommunen Choix och delstaten Sinaloa, i den nordvästra delen av landet, 1 200 km nordväst om huvudstaden Mexico City. San José de los Portillo ligger 280 meter över havet och antalet invånare är 297.
Terrängen runt San José de los Portillo är kuperad åt sydväst, men åt nordost är den platt. Runt San José de los Portillo är det mycket glesbefolkat, med 7 invånare per kvadratkilometer. Närmaste större samhälle är Choix, 7,7 km öster om San José de los Portillo. I omgivningarna runt San José de los Portillo växer huvudsakligen savannskog.